# Депутаты Национального собрания от департамента Кальвадос

Результаты выборов в Национальное собрание 2024 г.

Результаты выборов в Национальное собрание 2022 г.

Результаты выборов в Национальное собрание 2017 г.

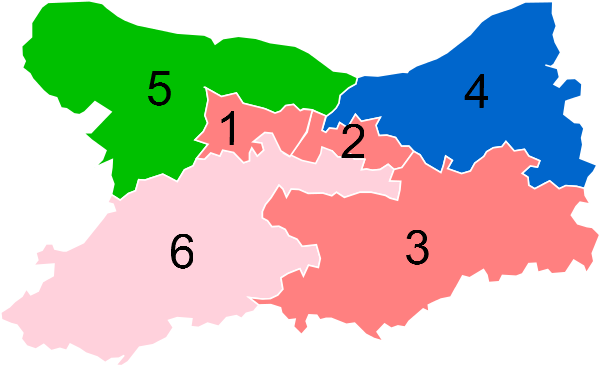
Результаты выборов в Национальное собрание 2012 г.

|  | Номер округа | Депутат                     | Партия                   |
|  | ------------ | --------------------------- | ------------------------ |
|  | 1            | Жоэль Брюно                 | Республиканцы            |
|  | 2            | Артур Делапорт              | Социалистическая партия  |
|  | 3            | Жереми Патрье-Летю          | Горизонты                |
|  | 4            | Кристоф Бланше              | Демократическое движение |
|  | 5            | Бертран Буй                 | Горизонты                |
|  | 6            | Элизабет Борн Фредди Сертен | Возрождение              |

|  | Номер округа | Депутат                     | Партия                   |
|  | ------------ | --------------------------- | ------------------------ |
|  | 1            | Фабрис ле Вигуро            | Вперёд, Республика!      |
|  | 2            | Артур Делапорт              | Социалистическая партия  |
|  | 3            | Жереми Патрье-Летю          | Горизонты                |
|  | 4            | Кристоф Бланше              | Демократическое движение |
|  | 5            | Бертран Буй                 | Вперёд, Республика!      |
|  | 6            | Элизабет Борн Фредди Сертен | Вперёд, Республика!      |

|  | Номер округа | Депутат                       | Партия                  |
|  | ------------ | ----------------------------- | ----------------------- |
|  | 1            | Фабрис ле Вигуро              | Вперёд, Республика!     |
|  | 2            | Лоранс Дюмон                  | Социалистическая партия |
|  | 3            | Себастьян Леклерк Натали Порт | Республиканцы           |
|  | 4            | Кристоф Бланше                | Вперёд, Республика!     |
|  | 5            | Бертран Буй                   | Вперёд, Республика!     |
|  | 6            | Ален Турре                    | Вперёд, Республика!     |

|  | Номер округа | Депутат                    | Партия                    |
|  | ------------ | -------------------------- | ------------------------- |
|  | 1            | Филипп Дюрон               | Социалистическая партия   |
|  | 2            | Лоранс Дюмон               | Социалистическая партия   |
|  | 3            | Клотильда Вальтер Ги Байяр | Социалистическая партия   |
|  | 4            | Николь Амлин               | Союз за народное движение |
|  | 5            | Изабель Аттар              | Разные левые              |
|  | 6            | Ален Турре                 | Радикальная левая партия  |

|  | Номер округа | Депутат         | Партия                    |
|  | ------------ | --------------- | ------------------------- |
|  | 1            | Филипп Дюрон    | Социалистическая партия   |
|  | 2            | Лоранс Дюмон    | Социалистическая партия   |
|  | 3            | Клод Летёртр    | Новый центр               |
|  | 4            | Николь Амлин    | Союз за народное движение |
|  | 5            | Жан-Марк Лефран | Союз за народное движение |
|  | 6            | Жан-Ив Кузен    | Союз за народное движение |

|  | Номер округа | Депутат           | Партия                         |
|  | ------------ | ----------------- | ------------------------------ |
|  | 1            | Брижитт Ле Бретон | Союз за народное движение      |
|  | 2            | Родольф Тома      | Союз за французскую демократию |
|  | 3            | Клод Летёртр      | Союз за французскую демократию |
|  | 4            | Николь Амлин      | Союз за народное движение      |
|  | 5            | Жан-Марк Лефран   | Союз за народное движение      |
|  | 6            | Жан-Ив Кузен      | Союз за народное движение      |